# クロスゲート
『クロスゲート』（CROSSGATE）は、スクウェア・エニックスが運営をしていた、日本国産の多人数プレイ型ロールプレイングゲーム（MMORPG）。正当な続編は、『コンチェルトゲート フォルテ』。

## 概要
2001年に発売された日本国産のMMORPGであり、世界で2347万人以上のユーザーを獲得したオンラインゲーム。略称は『XG』、『CG』であるが、『クロゲ』と呼ぶユーザーもいた。ゲーム画面はアニメ調の2Dであり、エンカウント戦闘ターン制。

## 各国の運営状況

### 日本
日本国内でのクロスゲートの運営は、2007年9月30日23:59にて課金サービスが終了し、課金と認証システムのメンテナンスをはさみ、2007年10月1日17:00～10月3日23:00まで、無料プレイ期間として、CDKEYを持っているプレイヤーに無料開放された。
運営終了当時、国産MMORPGとしては、最長の運営実績を誇っていた。(2001年7月26日～2007年10月3日）

### 台湾・香港・マカオ
運営・開発はSOFTSTAR。日本では未実装であるPUK4（日本語のタイトルは「砂の記憶と覚醒の光」）が、実装済み。
日本から接続することが可能であり、日本人の有志による魔力宝貝Wikiが、作成されている。
月額課金で、銀行振り込みやクレジットカードにて支払い可能。

### 中国
運営・開発はスクウェア・エニックス中国（SEC）。日本では未実装である6.0（日本語のタイトルは「和諧の曙光」）が実装済み。2008年の末から開いたPUK1の内容を基にした懐旧サーバー(踊り子など実装していない)が意外に人気が出て、日本からの接続が可能。各国のクロスゲートで、数字的な成功を収めたのは中国だけ である。今までも運営中。

### 韓国
2001年10月にKAMA Entertainmentによるサービスを開始、2004年5月30日にサービス終了。2005年1月に運営をKingdom Worksに変更してサービスを再開するが、赤字により、2006年5月30日にサービスを終了している。

## 開発

### クロスゲート本編
- 開発：ドワンゴ
- プロデューサー：齊藤陽介
- サウンド：藤原光一

### パワーアップキット 〜竜の砂時計〜
- 開発：ドワンゴ
- グラフィックス：ツェナワークス[3]
- 内容：新エリア、踊り子、盗賊、探偵、仙人追加

### パワーアップキット2 〜楽園の卵〜
- 開発：ポンスビック
- キャラクターデザイン：戸部淑
- サウンド：伊藤賢治
- 内容：新インターフェース、新エリア、新スキル、リ・バース、ギルドシステム、ギルドルーム、ギルドモンスター追加

ポンスビックは、旧スクウェアの第3開発（『聖剣伝説2』、『クロノ・クロス』など）のスタッフが中心となっている会社。2011年1月5日破産。

### パワーアップキット3 〜天界の騎士と星詠の歌姫〜
- 開発：ポンスビック
- キャラクターデザイン：戸部淑
- サウンド：伊藤賢治
- 内容：新エリア、ライドシステム追加

## 日本国内で発売されたパッケージ
以下に、日本国内にて販売されたクロスゲートのパッケージ製品を記す。
ゲームのプレイは基本パッケージのみで可能であるが、拡張パッケージにて追加されたエリアへの移動、職業を使用することはできない。
| パッケージ名                                                | 同梱ディスク | 同梱ディスク | 同梱ディスク | 同梱ディスク | 発売日         | 備考                                                   |
| パッケージ名                                                | 基本データ   | PUK1         | PUK2         | PUK3         | 発売日         | 備考                                                   |
| ----------------------------------------------------------- | ------------ | ------------ | ------------ | ------------ | -------------- | ------------------------------------------------------ |
| クロスゲート                                                | ○            | ×            | ×            | ×            | 2001年7月26日  |                                                        |
| 今日からはじめるクロスゲート                                | ○            | ×            | ×            | ×            | 2002年5月23日  | 正規版へのアップグレードあり                           |
| クロスゲート パワーアップキット 〜竜の砂時計〜              | ×            | ○            | ×            | ×            | 2002年12月13日 |                                                        |
| クロスゲート バリューパック                                 | ○            | ○            | ×            | ×            | 2002年12月13日 |                                                        |
| クロスゲート プレミアムバリューパック                       | ○            | ○            | ×            | ×            | 2003年11月6日  | 疾走、ヤンキー魂。CD付き 20,000本限定発売              |
| クロスゲート パワーアップキット2 〜楽園の卵〜               | ×            | ×            | ○            | ×            | 2003年12月18日 | 予約特典は、プレミアムサウンドトラックCD               |
| クロスゲート パワーアップキット3 〜天界の騎士と星詠の歌姫〜 | ×            | ×            | ×            | ○            | 2004年12月22日 | 予約特典は、プレミアムサウンドトラックCDとマウスパッド |
| クロスゲート オールインワンパック                           | ○            | ○            | ○            | ○            | 2004年12月22日 | 予約特典は、プレミアムサウンドトラックCDとマウスパッド |

## 利用権
日本のクロスゲートは、月額課金制のため、ゲームをプレイするには利用権を購入する必要がある。
支払い方法は、クレジットカード、ウェブマネー、コンビエン、ドリムの4通り。
| 日数    | 販売終了日時       |
| ------- | ------------------ |
| 30日権  | 2007年8月31日23:59 |
| 60日権  | 2007年8月1日23:59  |
| 90日権  | 2007年7月2日23:59  |
| 180日権 | 2007年4月3日23:59  |

## ゲームサーバ
日本のクロスゲートは、1サーバ7チャンネル。パーティ募集やプレイヤーによる露店は、チャンネル1に多くみられる。
サーバメンテナンスは、毎週水曜14時から数時間。
| 番号 | チャンネル名 | カタカナ表記 | 稼働日         |
| ---- | ------------ | ------------ | -------------- |
| 1    | Arzes        | アルゼス     | 2001年7月26日  |
| 2    | Diomeer      | ディオメア   | 2001年7月26日  |
| 3    | Fanitys      | ファニティス | 2001年7月26日  |
| 4    | Emeus        | エメウス     | 2001年7月26日  |
| 5    | Ornis        | オルニス     |                |
| 6    | Freat        | フレアト     | 2001年12月19日 |
| 7    | Yeoskeer     | イオスキア   | 2003年9月26日  |

## 特徴

### キャラクター
ユーザーが使用できるキャラクターは、オリジナルの男女各7種類4色の計56種に加え、PUKを当てることで使用可能となる男女各14種類4色の112種を加えた168種（オリジナルキャラクターのデザイン変更分を含む）である。なお、顔グラフィックについては、オリジナル14キャラクターについては未拡張、PUK、PUK2、拡張14キャラクターについてはPUK、PUK2の各バージョンが存在し、それぞれについて、目と口の特徴が4種ずつ存在するため、2,688通りのキャラクターが存在することとなる。グラフィックバージョンのみはログイン時に変更することが出来る。

### バーストタイム
戦闘やスキルの経験値が2倍になる。
一部の町や城にいる出退勤受付係に会話すると、バーストタイムが適用される。
1日1時間追加され、最大6時間まで溜めることができる。

### 戦闘システム
MMORPGの中では珍しくエンカウント戦闘ターン制を採用している。2Dのグラフィックとともに、このレトロ性が支持されている。
1ターン中にプレーヤーは2回の行動が出来る。ただし、スキルやアイテムの使用はターン中に1回のみである。使い魔を戦闘に参加させた場合、プレーヤーの行動1回と使い魔の行動1回となる。また行動の入力は30秒以内に行わなければならない。入力がない場合は時間切れとなりそのターンは防御すら行わず立ちつくすのみである。
敵モンスターの後方から奇襲をすることがあり、この場合ははじめの1ターンの間プレーヤーの行動のみとなる。しかし逆に、プレーヤーもこの奇襲を受ける場合があり、はじめの1ターンは敵の攻撃に無抵抗となる。

### デュエル
本ゲームでは、プレイヤーキラー（PK）のシステムが存在しない為（一応戦闘中は味方もターゲットに選択可能だが、クロスゲート内でそんな事を行うプレイヤーは皆無と言って良い）、対人戦は双方が合意した上で決闘を申し込む、「デュエル」システムとなっている。
戦闘システムそのままに対人戦を行う事が出来、（一部FP半減等の制限を受ける）PTを組んだ状態ならばPT戦を行う事も可能である。

### 職業システム
本ゲームを開始した時点でプレーヤーの職業は無職である。無職のままでもゲームは可能であるが、後述するスキルや装備などで大きな制約を受ける。職業は戦闘系と生産系の2種類に大別でき、戦闘系・準戦闘系・生産系・準生産系（採取系）の4種類がある。就職するにも必要なクエストがあり、簡単なものからある程度のレベルがないと無理なものまで様々である。

#### ランクアップ
各職業にランクがあり、キャラクターのレベルまたは専門スキルの上達によってランクアップが可能である。またランクアップには一定以上の名声が伴っていなければならない。それに加えて戦闘系、生産系ともランクアップするためのクエストを修了しなければならない。

#### 名声（称号）
プレイヤーは一定の条件の下で名声を獲得することが出来る。名声は「称号」と呼ばれることのほうが多い。主にスキルを使用することによりポイントが貯まり、一定の値を超えると次の称号が得られる仕組みになっている。（1日あたりの上限値が存在する模様）なお、どれくらいポイントが貯まっているかは銀行前のNPC「メウ」、城中庭のNPC「ミウ」に話しかけることで大雑把ではあるものの知ることが可能。採取系の職業のばあい、採取系スキルを使用すると自動的に称号が付くようになっている。戦闘系、生産系いずれもNPC「あだなのモン」「あだなのムン」に話しかけると称号がアップする（勿論、ポイントが一定以上貯まっていればの話）。
- マイナスの名声（戦闘、生産共通）
  - つまづく者：名声マイナス その2（名声最低値）
  - 忌みされる者：名声マイナス その1
- スタート時の名声
  - 名も無き旅人：全キャラここからスタートする。（名声初期値）
- プラスの名声（真面目にゲームをしていれば徐々に上がるはず）
  - 戦闘系
    - 路傍の落ち葉
    - たゆたう若草
    - さざめく歌声：ランクアップ1（見習い卒業の絶対条件）
    - 地に月影
    - 駆け抜く春風
    - 蒼き風雲：ランクアップ2（王宮獲得の絶対条件）
    - たなびく金星
    - 歓喜なる慈雨：ランクアップ3（師範獲得の絶対条件）
    - 包みし太陽
    - 畏怖なる静寂

  - 生産系（準生産系）→医者、看護婦の称号は生産系。
    - 歩き出した者
    - 技を磨く者
    - 銘に新月：ランクアップ1（見習い卒業の絶対条件）
    - 掌に珠玉
    - 敬虔なる技
    - 神に入る：ランクアップ2（熟練獲得の絶対条件）
    - 叡智を築く者
    - 神匠：ランクアップ3（御用達獲得の絶対条件）
    - 星に翳す技
    - 天地人

#### 称号
上記の名声と呼ばれる称号のほかにも「称号」を得ることが可能である。その多くはクエストをこなすことで得られる（2006年12月現在で入手可能と思われるもの）。
- - 本編
    - 王宮食堂イベント（進め方によりどれか1つ得られる）
      - 赤点シェフ
      - 敏腕シェフ
      - 極上シェフ
      - 究極シェフ

    - 「開き」クエスト。ボスのイスカリオテ撃破後に入手。
      - 開くもの

    - 記憶（ただし、どちらか1つのみ入手可）
      - 記憶→白の記憶→白龍城クリア
        - 導くもの

      - 記憶→黒の記憶→黒龍城クリア
        - 煌くもの

#### 職業の種類
2006年4月現在、存在する職業は以下の通り。
- 戦闘系
  - 剣士 - 剣を専門とする職業。バランスの良い職業ではあるが、槍や斧に比べて特徴が薄い為に地味な存在だったが、スキル「迅速果断」が実装されてからは一気に強力な職業となった。主にボス戦で特に力を発揮する。尚剣士、騎士、戦斧闘士は「近接3種」と呼ばれている。
  - 騎士 - 槍を専門とする職業。槍は剣や斧に比べて攻撃力は落ちるが、命中率、カウンター率が高く設定されているものが多い。その為デュエルでも人気が高く、もちろんボス戦でも大活躍できる。
  - 戦斧術士 - 斧を専門とする職業。斧は物理系最強の攻撃力を誇っており、その攻撃力は正に圧巻の一言。一応、弱点として剣士、騎士に比べて防御力が弱くなっている。近接3種はボス戦に強いが、攻撃が単発の為、複数出現する雑魚戦で辛いと言う弱点があったが、スキル「因果応報」の登場により幾分かは解消された。
  - 兵士 - 専門とする武器は無く、全ての装備、スキルの上限が高めになっているが、どれも極める事は出来ない。しかしながら、魔法戦士的にオールマイティな活躍が可能。
  - 弓術士 - 弓を専門とする職業。専門スキル「乱れ射ち」がとにかく強力で、クロスゲート屈指の強力な職業と言われている。ボス戦でもスキル「一撃必中」の登場により活躍が可能。初心者にもおすすめの職業。
  - 格闘士 - 専門とする武器は無く、己の拳のみで戦う職業。専門スキル「気功弾」が強力で、雑魚戦では大活躍できるが、ボス戦では武器を装備できない事がネックになり、辛い戦いを強いられる事が多い。と言っても戦い方次第ではどうとでもなるので、拳で戦う事にロマンを見出せる人にはおすすめの職業。
  - 忍者 - 飛び道具を専門とする職業。専門スキル「暗殺」で、敵の防御力、LPを関係無く一撃で倒す事が出来る。武器も強力な物が装備できるが、一切の防具を装備できない弱点もある。しかしスキル「変身」「変装」も覚えられたりと幅広くゲームを楽しめる。
  - 魔術師 - 杖を専門とする職業。攻撃系魔術を得意としており、その攻撃力は絶大でその上攻撃魔法は回避が不能なので極めれば最強の職業と言われており、魔法で敵をガンガン倒す快感を存分に味わえる。ただしスキルUPは職業中屈指の大変さでも知られている。
  - クレリック - 杖を専門とする職業。戦闘中にLPを回復する魔法「ヒール」系を専門としており（フィールド移動中は使用できない）、雑魚戦、ボス戦ともに欠かせない。しかも回復専門と言う訳ではなく、攻撃魔法も得意なので、攻撃役としても十分に力を発揮できる。中にはSTRにもポイントを振っていわゆる「殴りクレ」という育て方をしている人もいる。
  - 巫術士　
  - 呪術師
- 準戦闘系
  - 医師 - 専門とする武器はナイフ。専門スキルは「治療」。治療の成功率をアップさせるアイテム「医学全書」を装備して初めて真価を発揮する。一部の職業（坑夫等の採取系など）でも覚えることは可能。なお、称号は「生産系」。たいていは病院内とかで露店というのが一般的だが、意外とPTに一緒に居るとボス戦等、なにかと重宝する（大ダメージを受けて怪我しても即座に治せる）。如何に「医学全書」で確率を上げているとはいえ失敗を重ねると怪我が「悪化」する。怪我の状態としては軽いものから順に、「白」「黄色」「ピンク（紫?）」「赤」となる。「赤」の時に失敗が重なると最悪魂が飛ぶことがある。「医学全書」は東病院の奥に居るNPCからもらうことが出来る。
  - 看護婦 - 専門武器はブーメラン。専門スキルは「応急治療」。
  - 調教術士 - 専門武器はナイフ。専門スキルは「テイム」。
  - ブリーダー - 専門武器はブーメラン。専門スキルは「ブリード」。
  - 封印術士 - 専門武器は無し。専門スキルは「精霊の盟約」。
  - 盗賊（PUK） - 専門武器はナイフ。専門スキルは「盗む」。
  - 踊り子（PUK） - 専門武器はブーメラン。専門スキルは「踊る」。
- 生産系
  - 剣職人
  - 槍職人
  - 斧職人
  - 弓職人
  - 杖職人
  - 投具職人
  - ナイフ職人
  - 鎧職人
  - 服職人
  - 兜職人
  - 帽子職人
  - ブーツ職人
  - 靴職人
  - 盾職人
  - 調理師　
  - 薬剤師
- 準生産
  - 狩人　
  - きこり
  - 鉱夫
  - 鑑定士
  - 武器修理職人
  - 防具修理職人
  - 探偵（PUK）
  - 仙人（PUK）

### スキル
スキルを使用するためには何らかの職業に就いていなければならない。ただし「お試し鍛冶」「お試し狩猟」「お試し採掘」に関しては無職でも例外的に使用可能である。
- スキルの分類
  - フィールド上でのみ使用できるもの
    - 採取スキル：鉱石・木材・食材などいわゆる「材料」を採取するスキル。ただ作業中にたまにではあるが怪我をしてしまうため、医者のお世話になることが多々ある。
      - 採掘：武器や鎧のメインの材料となる「鉱石」を入手するスキルで、専門は坑夫。
      - 伐採：武器の材料となる「木材」や薬（LP回復薬等）の材料となる「ハーブ」を入手するスキルで、専門は木こり。
      - 狩猟：唯一FPを回復してくれる「料理」の食材を入手するスキルで、専門は狩人。

    - 作成スキル
      - 「剣」や「斧」、「鎧」や「盾」といった装備品、LPを回復できる「薬」、FPを回復できる「食料」を作成するスキル。

    - 治療・修理スキル
      - 怪我を治療したり、傷んだ武器や防具を修理できるスキル。
        - 治療：まれに大きなダメージを受けた時や採取中に怪我をしてしまうがこの怪我を治すことの出来るスキル。専門は医者。
        - 武器・防具修理：どんな武器や防具（アクセサリーまでも）には耐久度（Dur）があり、使うたび、ダメージを受けるたびに減っていく。耐久度がDur初期値の半分を割ると性能が落ちるので修理してもらう必要がある。武器の専門は武器修理職人、防具は防具修理職人。

    - その他のスキル

  - 戦闘中にのみ使用できるもの
    - 物理攻撃スキル
    - 攻撃魔法スキル
    - 回復魔法スキル
    - 呪術スキル
    - 巫術スキル
    - その他のスキル

### 使い魔
キャラクターは封印術士の捕獲したモンスターを使い魔として戦闘に使用できる。PUK3以降ではスキルの使用でモンスターに乗ることも可能である。使い魔にスキルを覚えさせることも可能。プレイヤースキルには無いものもある。性能はプレイヤースキルより少し劣化した程度である。
- 物理攻撃スキル
- 攻撃魔法スキル
- モンスター特有のスキル
  - ジャバー：プレイヤースキル「ライダー」を使用するとプレイヤーを乗せてあげることができる。
  - おさんぽ：プレイヤーの後ろを歩かせることが出来る。
  - モンスターメール：モンスターにメールを配達させることが出来る。アイテムを一つ添付できる。

### クエスト
クロスゲートには実に多くのクエストがあり、その多くは一人ではこなせないものが殆どである。
- クエストの分類
  - 就職クエスト：職業に就くために必要なクエスト。
  - ランクアップクエスト：現在の職業をランクアップさせるために必要なクエスト。
  - 一般クエスト：上記の2つに当てはまらないクエスト。

## プレミアムサウンドトラックCD

### PUK2 プレミアムサウンドトラックCD
CDの名称は『CROSS GATE POWER UP KIT2 〜楽園の卵〜 PREMIUM SOUNDTRACK』。『PUK2』の予約特典で非売品。

#### 収録曲
全10曲収録 作曲・編曲：伊藤賢治
- Original Track -
1. 夢の門，ひらく 〜main title〜
2. 渺茫廃址
3. 同じ星を見てる
4. 剣もて疾る
5. 街は踊る
6. 降り来る晶
7. 神の因子
8. 空に届く径

- Arrange Track -
1. 剣もて疾る
2. 同じ星を見てる

### PUK3 プレミアムサウンドトラックCD
CDの名称は『CROSS GATE POWER UP KIT3 〜天界の騎士と星詠の歌姫〜 PREMIUM SOUNDTRACK』。『PUK3』の予約特典で非売品。

#### 収録曲
全16曲収録 作曲・編曲：伊藤賢治
- Original Track -
1. 天界の騎士と星詠の歌姫
2. 歓喜の序曲
3. 叶わない願い
4. OKIRAKUで行こう
5. 未知への扉
6. 閃光
7. 猛き者よ！
8. 浪漫 〜新しい世界へ〜
9. 悲しみの記憶
10. 戦士の誇り

- Bonus Track -
1. 幼き日の想い

- Arrange Track -
1. Castle
2. Town
3. Dungeon
4. Battle
5. Field

### 日本語以外の言語へのリンク
- 中国公式サイト
- 台湾公式サイト
- スクウェア・エニックス中国